# Victoria Eugénie von Battenberg

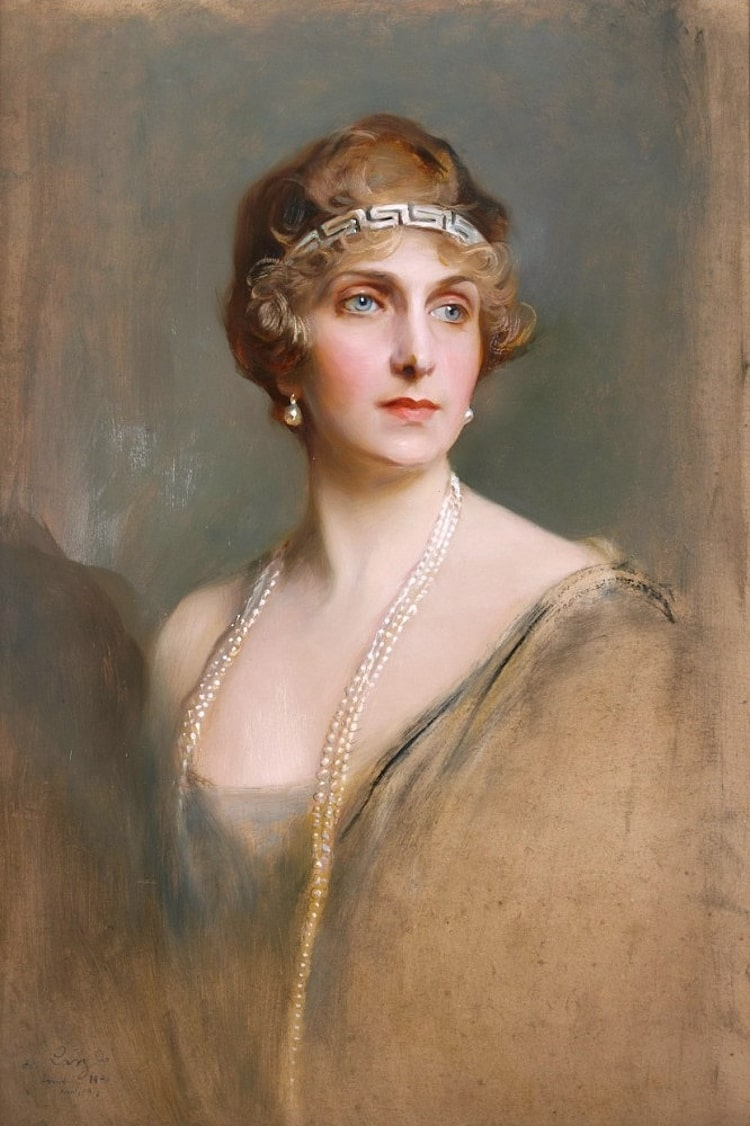
Philip Alexius de László: Königin Victoria Eugénie von Spanien, um 1920

Prinzessin Victoria Eugénie Julia Ena von Battenberg, genannt Ena (* 24. Oktober 1887 auf Balmoral Castle, Schottland; † 15. April 1969 in Lausanne, Schweiz) war eine deutsch-britische Prinzessin, die durch Heirat mit König Alfons XIII. Königin von Spanien (1906–1931) wurde. Sie ist eine Urgroßmutter des jetzigen spanischen Königs Felipe VI. und war seine Taufpatin.

## Leben
Victoria Eugénie war die einzige Tochter von Prinz Heinrich Moritz von Battenberg (1858–1896), Gouverneur und Kapitän der Isle of Wight, und seiner Ehefrau Prinzessin Beatrice von Großbritannien und Irland (1857–1944), der jüngsten Tochter der britischen Königin Victoria und des Prinzgemahls Albert von Sachsen-Coburg und Gotha. Ihre Großeltern väterlicherseits waren der deutsche Prinz Alexander von Hessen-Darmstadt und Gräfin Julia Hauke.
Die Erziehung der Prinzessin und ihrer Brüder wurde von ihren Eltern streng überwacht. Victoria Eugénie galt als frühreif und ausgesprochen intelligent. Ihre Gouvernante lehrte sie lesen und schreiben, bevor sie fünf Jahre alt war, und mit ihrem französischen Kindermädchen sprach sie nur französisch. Die Prinzessin lernte neben Englisch auch die deutsche Sprache von verschiedenen Gouvernanten und Kindermädchen sowie Naturwissenschaften, Literatur, Latein und Geschichte. Ihr Vater, Prinz Heinrich, unterrichtete sie in Politik und Philosophie. Prinzessin Victoria Eugénie galt als eine der schönsten Prinzessinnen Europas.

### Heirat und Nachkommen

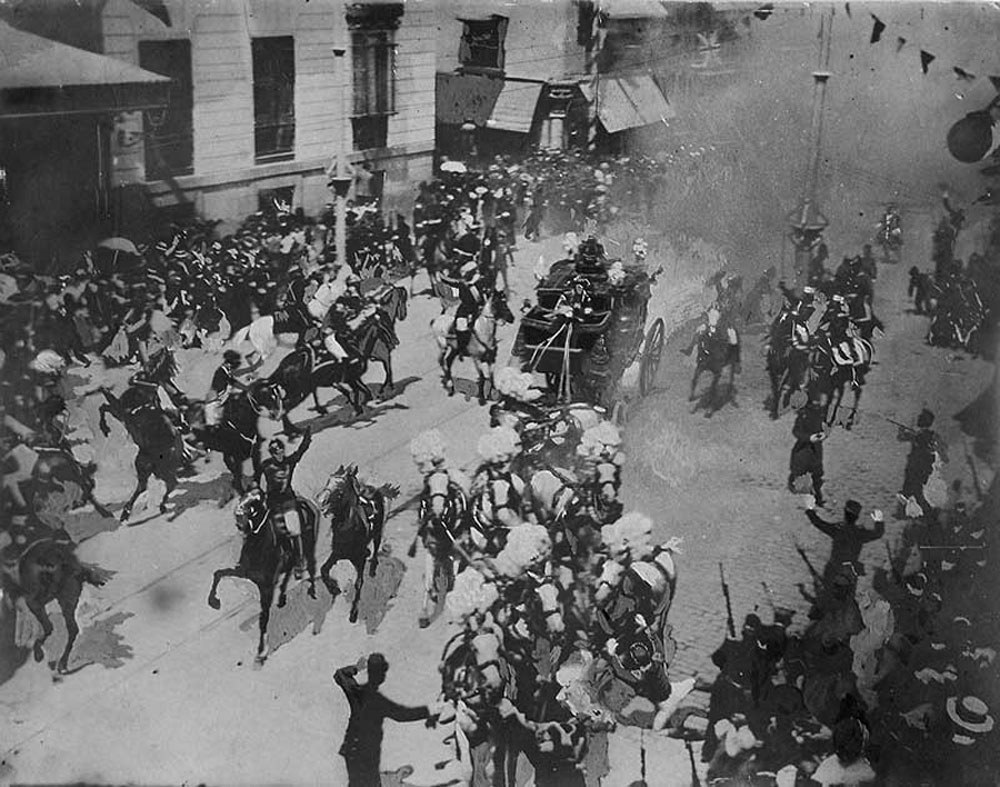
Das Attentat 1906

Am 31. Mai 1906 heiratete Prinzessin Victoria Eugénie in Madrid den spanischen König Alfons XIII. (1886–1941), den einzigen Sohn von König Alfons XII. und seiner zweiten Frau Erzherzogin Maria Christina von Österreich. Die Vermählung fand inmitten einer Staatskrise statt. Im Baskenland und in Katalonien erstarkten die nach Autonomie strebenden Bewegungen. Am Tag vor der Hochzeit hatten katalanische Nationalisten in Barcelona demonstriert. Am Hochzeitstag verübte der katalanische Anarchist Mateo Morral (1880–1906) in der Calle Mayor in Madrid ein Attentat auf das Brautpaar; 23 Menschen kamen dabei ums Leben.
Es war nicht der erste und auch nicht der letzte Anschlag auf ihren Mann; drei seiner Minister, nämlich Antonio Cánovas del Castillo (1897), José Canalejas Méndez (1912) und Eduardo Dato (1921), wurden Opfer anarchistischer Mordanschläge.

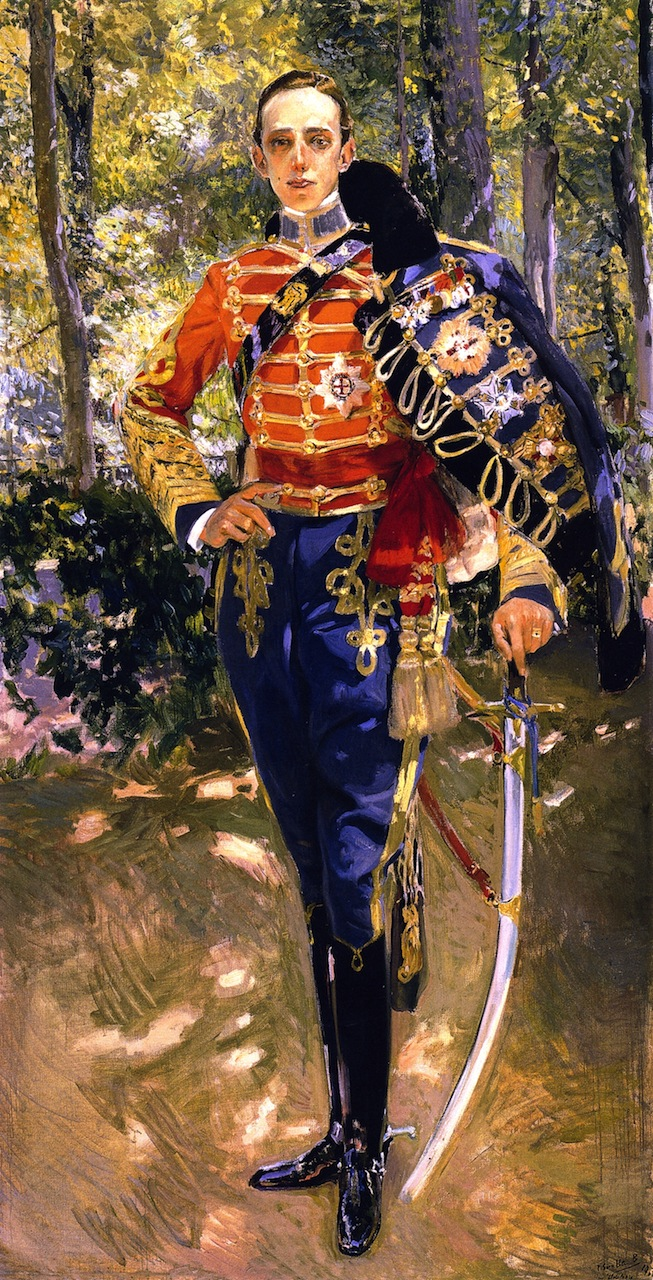
Porträt von Joaquín Sorolla: König Alfons XIII. in Husarenuniform, 1907

Die Ehe galt als unglücklich. Ihr Mann war ein typischer Bonvivant der Belle Époque, der ein ausschweifendes Leben führte. Er hatte viele Affären mit anderen Frauen und fünf außereheliche Kinder. Ihm wurde auch eine Liaison mit ihrer Cousine Prinzessin Beatrice von Sachsen-Coburg und Gotha nachgesagt.
Wie ihre Mutter sowie weitere Familienmitglieder war auch Victoria Eugénie eine Überträgerin der tückischen Erbkrankheit Hämophilie (Bluterkrankheit), die sie auf ihre Kinder übertrug. Zudem war der zweite Sohn Jaime nach einer Operation gehörlos. Aus der unglücklichen Ehe gingen sieben Kinder hervor:
- Alfonso Pio (1907–1938), Graf von Covadonga

⚭ 1933–1937 Edelmira Sampedro-Ocejo y Robarto
⚭ 1937–1938 Marta Rocafort y Altazurra
- Jaime (1908–1975), Herzog von Segovia und französischer Thronprätendent als Jacques II

⚭ 1935–1947 Prinzessin Victoire Jeanne Joséphine Emmanuelle de Dampierre
⚭ 1949 Charlotte Tiedemann
- Beatrice Isabel (1909–2002), Infantin von Spanien

⚭ 1935 Alessandro Torlonia, Prinz von Civitella-Cessi
- Fernando totgeborener Sohn (*/† 21. Mai 1910)
- Maria Christina (1911–1996), Infantin von Spanien

⚭ 1940 Enrico Marone Cinzano, 1° Conte Marone
- Juan (1913–1993), Graf von Barcelona

⚭ 1935 Prinzessin María de las Mercedes von Bourbon-Sizilien
- Gonzalo (1914–1934), Infant von Spanien

### Späteres Leben

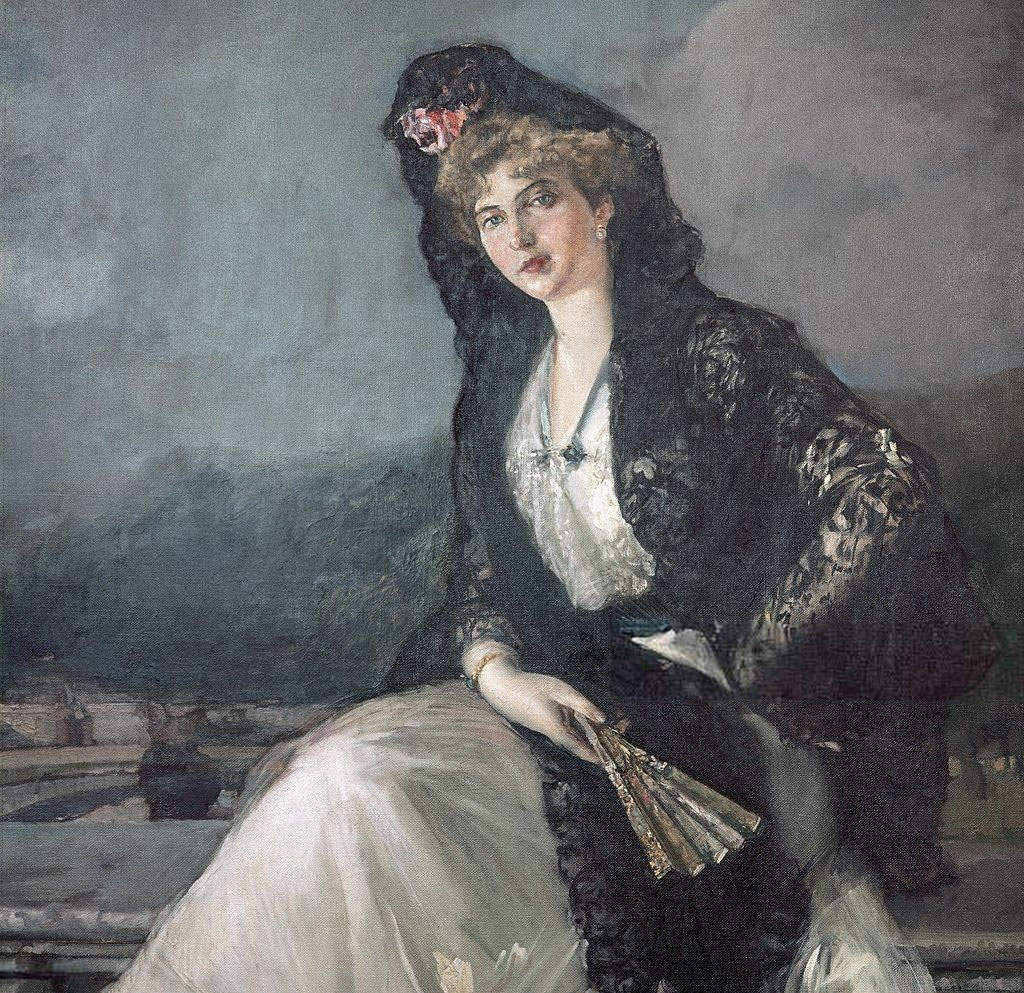
Porträt von Joaquín Sorolla: Königin Victoria Eugénie (1910)

Im internationalen Kontext fiel die Regierungszeit Alfons XIII. in ein Europa, das von Arbeiterbewegungen aufgerüttelt und vom Ersten Weltkrieg verwüstet war. Die innere Situation erlebte in der Ära Alfons XIII. den Niedergang des politischen Systems, das ein Werk Cánovas gewesen war. Dieser Niedergang spiegelte sich in einer raschen Aufsplitterung der großen Parteien, die abwechselnd an der Macht waren, während das Land einen bemerkenswerten demographischen und sozialen Wandel erlebte. Spanien wurde unter General Miguel Primo de Rivera de facto eine Militärdiktatur, in welcher der König im Schatten des Militärdiktators stand. Bei den Wahlen von 1931 gingen die Republikaner als Sieger hervor, am 14. April wurde in Madrid die Republik ausgerufen. Alfons ging am selben Tag ohne formelle Abdankung ins Exil.
Danach zog die spanische Königsfamilie zehn Jahre lang durch Europa – die Stationen waren Frankreich, Italien und die Schweiz, wo die Ex-Königin schließlich in Lausanne ansässig wurde. In dieser Zeit verlor Ex-Königin Victoria Eugénie ihr jüngstes Kind Gonzalo bei einem Unfall, ihr Erstgeborener Alfonso starb 1938 in Miami. Ihr Mann starb 1941 im Grand Hôtel in Rom. Ex-Königin Victoria Eugénie lebte später zurückgezogen in Lausanne. Im Februar 1968 war sie Taufpatin ihres Ur-Enkels Infante Felipe.
Ihre sterblichen Überreste wurden 1985 in die Schloss- und Klosteranlage El Escorial überführt, wo sie zunächst im pudridero des Pantheon der Könige verwahrt wurden. Es handelt sich dabei um einen öffentlich nicht zugänglichen Raum, in dem die Leichname zunächst verwesen können. 2011 erhielt Victoria Eugénie ihre endgültige Ruhestätte in einem Marmorsarkophag im Pantheon der Könige.

## Titel
- 1887–1906 Ihre Durchlaucht Prinzessin Victoria Eugénie von Battenberg
- 1906: Ihre Königliche Hoheit Prinzessin Victoria Eugénie von Battenberg
- 1906–1941: Ihre Majestät Die Königin von Spanien
- 1941–1969: Ihre Majestät Königin Victoria Eugénie von Spanien

## Fotos

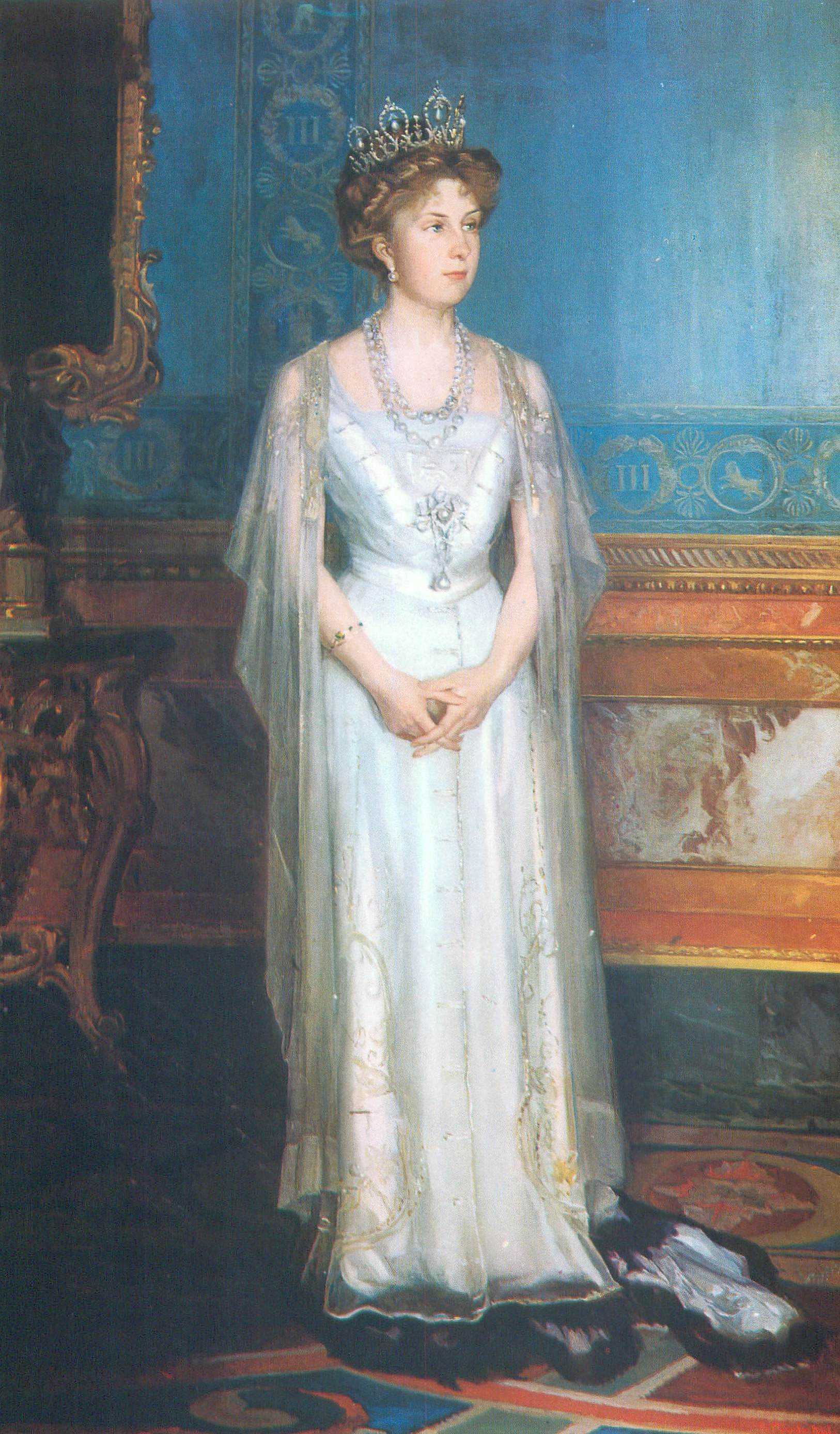
Philip Alexius de László: Königin Victoria Eugénie (1906)
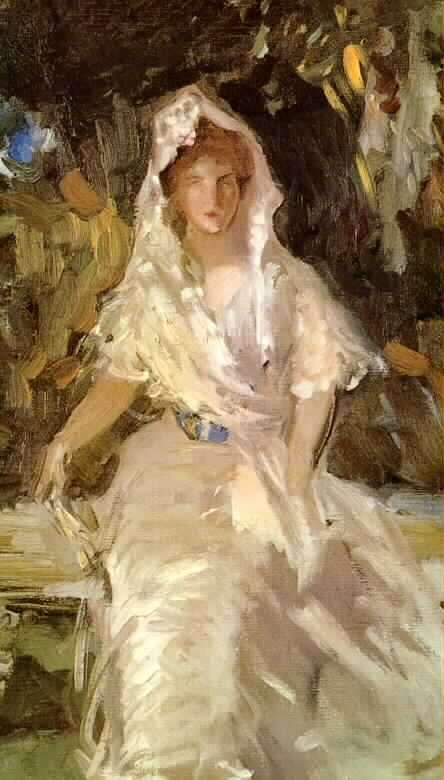
Porträt von Joaquín Sorolla: Königin Victoria Eugénie (1906)
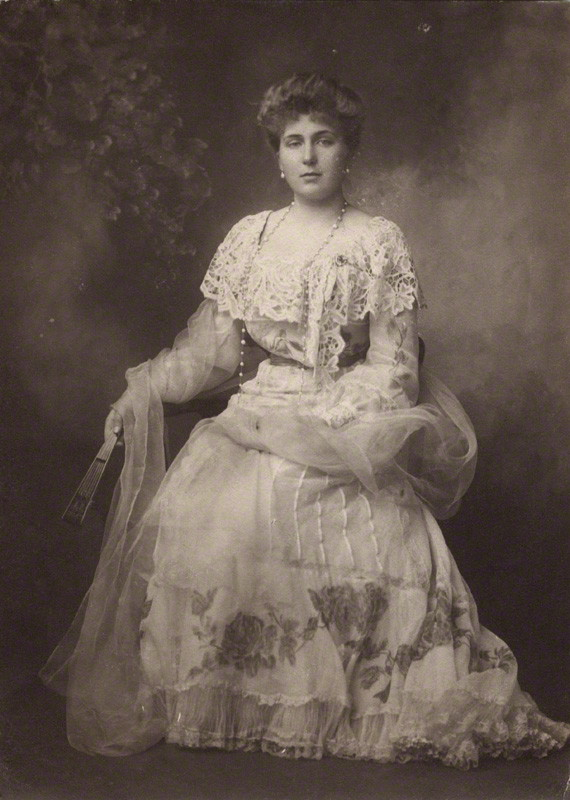
Prinzessin Victoria Eugénie von Battenberg (1904)
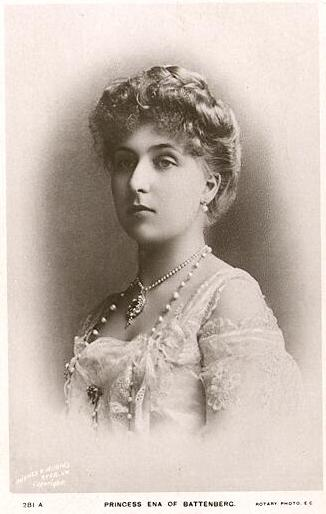
Prinzessin Victoria Eugénie von Battenberg, spätere Königin von Spanien